# Старый город (Лицзян)
Лицзянский старый город (кит. упр. 丽江古城 или кит. упр. 丽江古镇) — три объекта (Даянь, Шухэ и Байша) на территории современного городского округа Лицзян провинции Юньнань (КНР), связанные с историей и культурой народа наси. Входит в число памятников Всемирного наследия ЮНЕСКО.

## История
Эти места, через которые проходили Древний чайный путь и южная ветка Великого шёлкового пути, издавна были местом контактов разных культур и народов. Около 800 лет назад здесь возник посёлок, который по-китайски назывался Даянь (кит. упр. 大研镇), а на языке наси — Гунбэньчжи (в китайской передаче — 巩本知), что переводится примерно как «закрома, склады».
После завоевания Дали монголами и вхождения этих мест в состав империи Юань была создана административная единица Лицзянский регион (丽江路). После свержения власти монголов и завоевания юньнаньских земель в 1382 году войсками империи Мин местный правитель народа наси изъявил покорность китайским властям, и ему высочайше были дарованы китайские фамилия и имя «Му Дэ» (木得). С той поры местные правители стали носить фамилию «Му», и поэтому их иногда называют «династией Му». Сначала они жили в Байша, а потом переехали на Львиную гору. Во времена империй Мин и Цин китайские власти не вмешивались в локальные дела, удовлетворяясь общей покорностью правящей верхушки. В начале XVIII века в Цинской империи было решено инкорпорировать национальные меньшинства в общеимперскую структуру, и в 1723 году была создана Лицзянская управа (丽江府). Местные вожди были лишены реальной власти, получив второстепенные роли в административном аппарате; поселения Байша и Даянь стали частью уезда Лицзян (丽江县). В 1860-х годах посёлок Даянь был сильно разрушен в ходе боевых действий при подавлении пантайского восстания. После Синьхайской революции 1911 года в Китае была проведена реформа структуры административного деления, в ходе которой управы были упразднены.
В 1964 году уезд Лицзян был преобразован в Лицзян-Насиский автономный уезд (丽江纳西族自治县) Специального района Лицзян (с 1970 года — Округа Лицзян).
В феврале 1986 года Госсовет КНР включил посёлок Даянь в общенациональный список мест, знаменитых в культурном и историческом плане.
4 декабря 1997 года посёлок Даянь, входящая в него в административном отношении деревня Шухэ, а также волость Байша были включены в Список всемирного наследия ЮНЕСКО как «Лицзянский старый город».
Постановлением Госсовета КНР от 26 декабря 2002 года были расформированы округ Лицзян и Лицзян-Насиский автономный уезд, а вместо них образован городской округ Лицзян; на территории бывшего Лицзян-Насиского автономного уезда были созданы район Гучэн и Юйлун-Насиский автономный уезд (посёлок Даянь при этом оказался в составе района Гучэн, а волость Байша — в составе Юйлун-Насиского автономного уезда) городского округа Лицзян.
В 2003 году был расформирован посёлок Даянь, а на его месте были созданы уличные комитеты Шухэ, Сиань, Даянь и Сянхэ.
В 2012 году волость Байша была преобразована в посёлок.